# 林子頭溪橋
臺鐵縱貫線林子頭溪橋是位於中華民國（台灣）雲林縣斗六市的一座鐵路橋樑，跨越林子頭溪，連接雲林縣斗六市石榴車站與斗六車站，現役橋梁採半半施工，1988年9月先完成一半，單側開通，1989年3月重建完成，同年5月雙線通車。

## 歷史與設計

### 第一代橋
1895年日本統治台灣後，除了改建原北部的清代鐵路以外，並自1899年起由南、北兩端建設縱貫線，南部路線由臺灣總督府鐵道部打狗出張所從打狗往北鋪設，1903年路線推進到斗六以北，在跨越林子頭溪之處先建臨時便橋，便橋於1904年11月6日由鐵道部打狗出張所熊城鍾三郎技師主持試運轉，並隨著濁水停車場（縱貫線）至斗六停車場路段在11月10日通車而啟用。
在臨時便橋通車的前半年，永久橋（第一代橋）於1904年5月1日開工興建，原名「林仔頭溪橋」，原設計是15橋孔每孔跨度60呎長的鈑梁橋，後來變更設計，縮短為12橋孔，每孔跨度維持60呎，橋梁全長237.6公尺，橋墩以磚、石混砌，基樁深度僅4.6公尺，施工期間遭遇洪水襲擾與勞工不足等問題，在1905年3月26日竣工、4月12日試運轉列車。
1978年12月19日，包含第一代橋在內的縱貫線彰化～嘉義間完成電氣化通電啟用，本橋橋上增設電車線電桿等設備。
第一代橋使用至1988年9月10日，因路線切換至第三代橋西正線通車後廢棄，並於同年11月拆除，目前遺留紅磚橋台與少數紅磚橋墩遺跡。

### 第二代橋
戰後中華民國時期之臺灣鐵路管理局自1967年9月起分階段將縱貫線彰化～民雄間、嘉義～新市間之單線鐵路擴建為複線鐵路，其中石榴至斗六間路段利用第2批世界銀行貸款辦理擴建，於第一代橋下游側12公尺新建第二代橋，做為西正線（北上線）橋。
第二代林子頭溪橋為單線上承式鋼鈑梁橋，長237.6公尺，共12孔橋孔，每孔跨度19.8公尺，RC造橋墩，基礎採用松木樁，於1970年完工，同年6月隨石榴與斗六間雙軌化通車而啟用。第二代橋通車後，原一代橋改做東正線（南下線）橋。
1978年12月19日，包含第二代橋在內的縱貫線彰化～嘉義間完成電氣化通電啟用，本橋橋上增設電車線電桿等設備。
二代橋使用至1989年5月30日第三代橋西正線通車後廢棄，目前河灘地尚遺留極少數舊RC橋墩殘跡。

### 水災
1988年8月13、14日臺灣中南部豪雨，林子頭溪溪水暴漲至橋梁底部0.8公尺，第一代橋（東正線橋）及第二代橋（西正線橋）第5號橋墩均傾斜，其中第二代橋傾斜較大，縱貫線鐵路交通中斷。8月14日傍晚18時45分，臺灣鐵路管理局先搶通受損輕微的第一代橋（東正線橋），暫維持單線雙向行車，直到8月23日14時25分始修復第二代橋（西正線橋），恢復雙線通車。

### 第三代橋（現役）
台灣日治時期後期及戰後時期，臺灣鐵路管理局陸續改建或補強老舊鐵路橋梁，並自1980年代起，大規模重建舊橋，除了已經重建完成者之外，盤點出29座橋梁，分別納入「鐵路沿線老舊橋梁重建工程」及「五大橋梁重建工程」兩計畫，而林子頭溪橋以前者的工程計畫重建，為第三代橋。

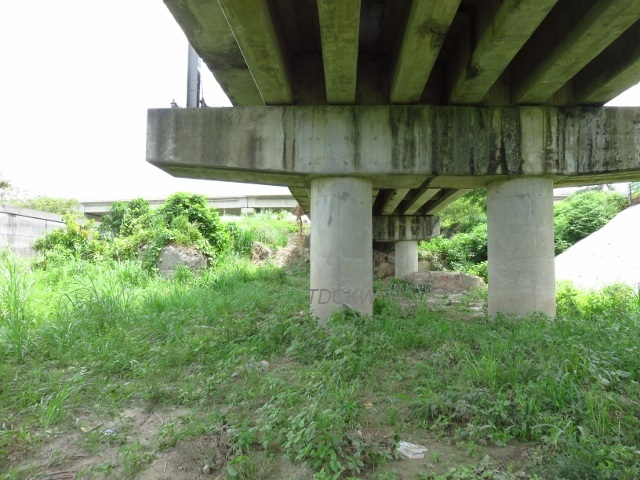
第三代林子頭溪橋。橋下殘存第一代橋（舊東正線橋）、第二代橋（舊西正線橋）橋墩及橋台遺跡。

第三代新橋建造於第一、第二代橋中間及第一代橋位置，超偉工程顧問公司設計、精工工程股份有限公司承包建造，橋台為懸臂式，主橋下部結構為雙圓柱式門型（ㅠ型）構架橋墩及直徑1公尺場鑄式混凝土基樁、上部結構為上承式Ｔ型預力箱型梁，全長257.4公尺，計13孔橋孔，每孔跨徑19.8公尺。
由於新橋東半側位於第一代舊橋（舊東正線橋）位置，為了維持第一代舊橋通行，第三代新橋須採用半半施工，先施作新橋西正線，自1987年4月6日開工，1988年9月9日跨10日夜完成新西正線橋撥接通車（初期做為臨時東正線便橋），並立即拆除第一代橋（舊東正線橋），趕築新東正線橋結構，1989年3月主橋全部完成，較原訂工期提早2個月，4月14日跨15日夜南下列車由新西正線橋（臨時東便線橋）切換至新東正線橋行車，隨後5月30日跨31日夜第二代舊橋（舊西正線橋）路線撥接至新西正線橋通車，自此第三代新橋全面通車，第二代橋則廢棄拆除。
第三代林子頭溪橋橋面鋪設傳統道碴式軌道。